# Бодоньи, Бела
Бе́ла Бодо́ньи (венг. Bodonyi Bela; род. 14 декабря 1956, Jászdózsa, Яс-Надькун-Сольнок) — венгерский футболист и футбольный тренер, играл на позиции нападающего, участник чемпионата мира 1982 года.

## Биография

### Клубная карьера
Бодоньи начинал карьеру в «Дебрецене», за который отыграл два сезона.
В 1976 году перешёл в «Гонвед», в составе которого выиграл четыре чемпионских титула, а также Кубок Венгрии 1985 года. Всего Бодоньи сыграл за «Гонвед» 280 матчей и забил 78 голов. Покинув «Гонвед», Бодоньи в течение нескольких месяцев играл за «Дебрецен», в который он вернулся спустя 11 лет. 
Бодоньи продолжил карьеру в Швейцарии, где играл за «Бюль» и «Фрибур», а завершил игровую карьеру в «Бюле».

### Карьера в сборной
Бодоньи был в заявке сборной Венгрии на чемпионате мира 1982 года, но на турнире был запасным и не сыграл ни минуты. Всего за сборную Венгрии сыграл 27 матчей и забил 5 мячей.

### Карьера тренера
Работал в нескольких швейцарских клубах играющим тренером, а с 2011 по 2012 год работал главным тренером клуба «Бюль». Завершил карьеру по состоянию здоровья и стал работать в области торговли.

## Достижения
«Гонвед»
- Чемпион Венгрии (4) : 1979/80, 1983/84, 1984/85, 1985/86
- Обладатель Кубка Венгрии (1) : 1984/85